# Бяла Влахия
Бяла Влахия е едно от византийските наименования на района между Дунав и Стара планина. Не бива да се бърка с Велика или Малка Влахия. В записите си френските рицари Вилхем де Рубрук и Жофроа дьо Вилардуен наричат областта Асенова Влахия. Наричана е бяла за различаване от Черна Влахия, друго наименование на Молдова.